# بوتالامين
بوتالامين (بالإنجليزية: Butalamine)‏ هو موسع للأوعية.

## التخليق

تخليق البوتالامين

ينتج عن تفاعل البنزاميدوكسيم (1) مع الكلور، ثم تفاعله مع السياناميد (3)، 5-أمينو-3-فينيل-1،2،4-أوكساديازول (4). يُكمل الألكلة المحفزة بالقاعدة باستخدام كلوريد ثنائي بيوتيل أمينو إيثيل (5) تخليق البيوتالامين (6).